# Alexandru Mitriță
Alexandru Ionuț Mitriță (Craiova, 1995. február 8. –) román válogatott labdarúgó, a kínai élvonalbeli Csöcsiang FC játékosa.

## Pályafutása

### Klubcsapatokban

#### Viitorul Constanța
Craiovában született, 2011-ben a Gaz Metan Severin csapatában kezdte meg felnőtt pályafutását, majd 2013 elején csatlakozott a Viitorul Constanțához. 18 évesen, ugyanazon év szeptemberében az Steaua Bukarest csapatába került kölcsönbe, ahol az U19-es csapatban kapott szerepet, és játszott az UEFA Ifjúsági Ligában. A felnőtt csapatban mindössze egy mérkőzésen szerepelt a Román kupában, és a következő évben visszatért a Viitorulhoz.
2014. február 23-án játszotta első mérkőzését visszatérése után, a Dinamo Bukarest elleni 2–1-es idegenbeli győzelem alkalmával. Első gólját a román élvonalban 2014. május 21-én szerezte, a Ceahlăul Piatra Neamț elleni 1–0-s győzelem alkalmával.

#### Pescara
2015 júliusában egy meg nem nevezett összegért - a pletykák szerint 1 millió euró körüli összegért - az olasz Pescarához igazolt. 20 alkalommal lépett pályára és egy gólt szerzett az első idényében a bajnokságban, a szezon végén pedig csapatával feljutott a Serie A-ba. 2017. május 22-én szerezte meg első gólját az olasz élvonalban, a Palermo elleni 2–0-s hazai győzelem alkalmával.

#### Universitatea Craiova
2017. július 21-én az Universitatea Craiova bejelentette, hogy megállapodott Mitriță kölcsönvételéről a Pescarával. Hat nappal később, az AC Milan elleni 1–0-s hazai vereség alkalmával debütált az Európa Liga harmadik selejtezőkörében. Első gólját augusztus 6-án szerezte az Astra Giurgiu elleni 1–1-es bajnoki döntetlen alkalmával. Augusztus 20-án Mitriță volt csapata ellen rúgott 2 góllal nyert a Universitatea Craiova a Viitorul ellen.
2017. december 16-án egy szabadrúgást értékesített a későbbi bajnok CFR Cluj elleni 2–1-es győzelem alkalmával. 2017. december 16-án a sajtó arról számolt be, hogy a Universitatea Craiova véglegesen szerződtette őt; a leigazolását 2018. január 17-én erősítették meg, 730 000 eurót fizettek érte. Április 14-én szerezte meg pályafutása első mesterhármasát a Politehnica Iaşi 4–1-es hazai győzelem alkalmával. Május 27-én a Román kupa döntőjében gólt szerzett és a meccs emberének választották a román másodosztályú Hermannstadt elleni 2–0-s győzelem alkalmával. Első craiovai szezonjában 38 mérkőzésen 16 gólt szerzett, és az LPF beválasztotta a bajnokság rájátszásának legjobb csapatába.
2018 júliusában megkapta a csapatkapitányi karszalagot. A Román szuperkupában 1–0-s vereséget szenvedtek a CFR Cluj ellen. 2018 október végén, az alapszakasz első felében kilenc gólt szerezve megosztozott a góllövőlistán az FCSB támadójával, Harlem Gnohéréval. November 9-én a Sepsi OSK elleni mérkőzésen az 57. percében kiállították, miután kétszer is sárga lapot kapott színészkedésért, illetve Mitriță Radu Petrescu játékvezetőt is szidalmazta, de csak egymeccses eltiltást kapott. Ugyanebben az évben a Gazeta Sporturilor jelölte őt az Év Román labdarúgója díjra.

#### New York City FC
2019. február 4-én csatlakozott az MLS-ben szereplő New York City FC-hez. 2019. február 4-én a Craiova nyilvánosságra hozta, hogy az átigazolási díj 9,1 millió dollár volt, amivel a román bajnokság akkori harmadik legdrágább eladása volt. Első gólját 2019. március 17-én szerezte a Los Angeles FC elleni 2–2-es döntetlen alkalmával.
2019. szeptember 25-én mesterhármast szerzett az MLS-kupa 2018-as bajnoka, az Atlanta United ellen. Október 23-án végigjátszotta a Toronto FC elleni MLS-kupa elődöntőjét, és 32 meccsen és 13 góllal zárta az évet. Egyéni teljesítményeivel a Gazeta Sporturilor 2019-ben az Év Román Labdarúgója díj negyedik helyén végzett.

#### Kölcsönben
2020. október 8-án Mitriță 2022. január 31-ig kölcsönbe a szaúdi első osztályban szereplő El-Áhlí-hoz szerződött. Az átigazolás okaként a COVID-19 járvány miatt elrendelt utazási korlátozásokat említették, amelyek nem tették lehetővé, hogy közelebb legyen várandós feleségéhez. 2021 augusztusában szerződést bontott az El-Áhlí-val.
2021. augusztus 31-én ismét kölcsönadták, a szezon végéig a görög PAÓK csapatához. 2021. szeptember 12-én debütált a PASZ Jánina elleni 1–0-s hazai vereség alkalmával, Kagava Sindzsit váltva a 63. percben. 2022. február 9-én az utolsó percben szerzett győztes gólt az AÉK Athén elleni 2–1-es győzelem alkalmával a Görög Kupa negyeddöntőjében.
2022. július 25-én visszatért a szaúdi első osztályba kölcsönbe az Er-Ráídhez.

#### Visszatérés az Universitatea Craiovához

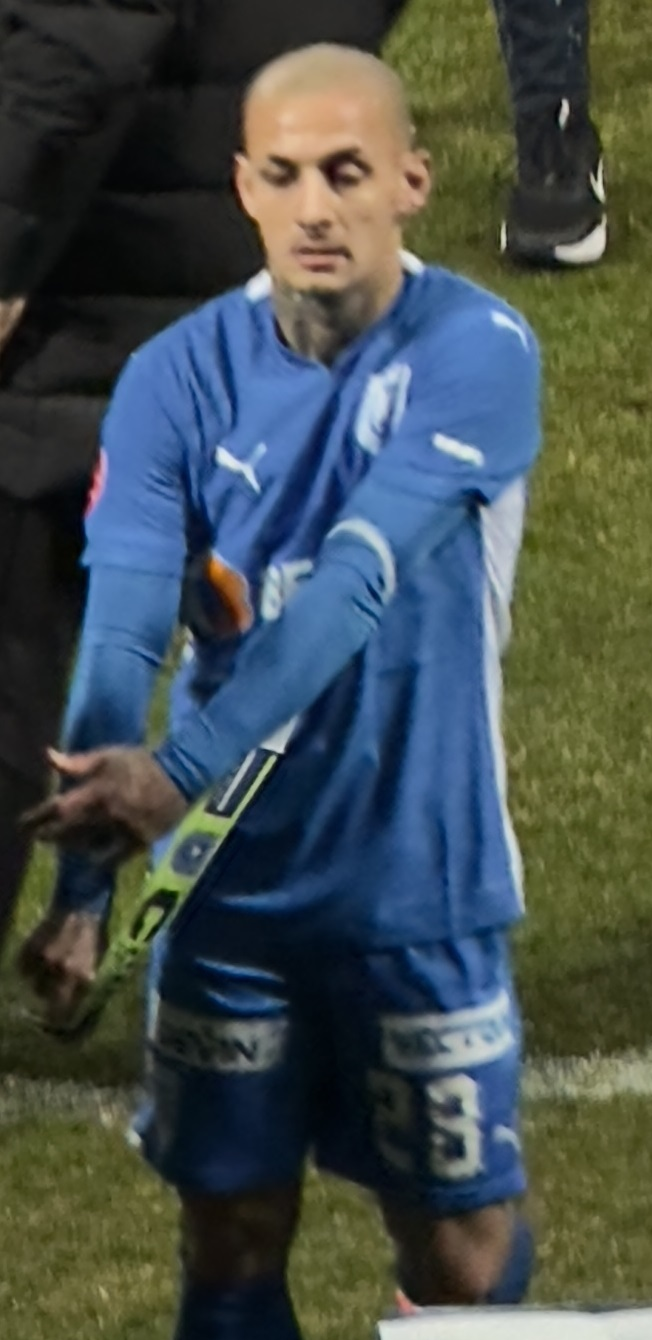
Mitriță az Universitatea Craiova játékosaként a Petrolul Ploiești elleni 3–2-es idegenbeli győzelem során, 2024. február 29-én.

2023. június 1-jén megerősítette, hogy visszatér, és hároméves szerződés ír alá az Universitatea Craiova csapatával. 2023. július 18-án, második debütálásakor a csapatban és 100. román első osztályú mérkőzésén büntetőt értékesített és gólpasszt adott a rivális Dinamo Bukarest elleni 2–0-s idegenbeli győzelem alkalmával. Augusztus 12-én szerezte első gólját visszatérése után, a frissen feljutott Politehnica Iași 4–1-es idegenbeli bajnoki vereség alkalmával.
2023. november 26-án a szintén frissen a román első osztályba feljutó Oțelul Galați ellen idegenben aratott 3–1-es győzelem alkalmával szerezte meg első mesterhármasát. 2024. március 4-én megszerezte tizedik bajnoki gólját a Rapid București elleni hazai mérkőzésen, amely 1–1-es döntetlennel zárult. Május 13-án idénybeli második mesterhármasát szerezte a Farul Constanța elleni 3–3-as idegenbeli döntetlen során; három találatából kettő büntetőből született. A 2023–2024-es bajnoki idényt 16 góllal zárta, amivel a góllövőlista negyedik helyén végzett.
2025. augusztus 1-jén megszerezte első gólját európai kupasorozatban az Universitatea Craiova színeiben, a Maribor elleni Konferencia Liga-selejtező 3–2-es hazai győzelme során. A párharcot végül csapata 4–3-as összesítéssel elveszítette. Augusztus 18-án 2028-ig meghosszabbította szerződését, amelybe 5 millió eurós kivásárlási záradékot foglaltak.
A 2024–2025-ös szezonban pályafutása eddigi legjobb idényét tudhatja maga mögött: 37 mérkőzésen 19 gólt szerzett a bajnokságban, amivel a góllövőlista második helyén végzett Louis Munteanu mögött, aki 23 találatig jutott. Az Universitatea Craiova a bajnokságot a harmadik helyen zárta, Mitrițát pedig az Év Játékosának választották.

#### Csöcsiang FC
2025. június 23-án három és fél éves szerződést kötött a kínai élvonalbeli Csöcsiang FC csapatával. A hírek szerint a klub 2 millió eurót fizetett érte. Két nappal később mutatkozott be, amikor a félidőben csereként beállva két góllal és egy gólpasszal járult hozzá a Csingtao Hainiu elleni 3–0-s idegenbeli győzelemhez.

### A válogatottban
2018 márciusában behívták a román válogatott Izrael és Svédország elleni barátságos mérkőzésekre. Izrael ellen debütált, és gólpasszt adott a 2–1-es netánjai győzelem alkalmával.
2019. október 12-én szerezte első gólját a válogatottban, a Feröer-szigetek elleni 3–0-s idegenbeli sikerhez járult hozzá, miután a 69. percben Florinel Comant váltotta. Három nappal később ismét betalált a Norvégia elleni 1–1-es döntetlen alkalmával, az UEFA Euro 2020-as selejtező sorozatban. 2021. október 11-én fejesgólt szerzett a 2022-es FIFA-világbajnokság selejtezőjében az Örményország elleni 1–0-s győzelem során, ami Románia első gólját jelentette az új bukaresti Stadionul Steaua stadionban.

## Játékstílusa
Balszélső poszton játszik, de jobbszélsőként és támadó középpályásként is bevethető. Már fiatalon felfigyeltek a gyorsaságára és technikai képzettségére, amelyeknek köszönhetően kiválóan teljesít az egy az egy elleni párharcokban is.

## Magánélete
Apai nagybátyja, Dumitru szintén profi labdarúgó volt, és több klubban is játszott, többek között az Universitatea Craiovában és a Steaua Bukarestben. Mitriță egy nyilatkozatában kitért arra, hogy Lionel Messi a példaképe.
2018 októberében, miután Ilie Balaci elhunyt, Mitriță egy tőle kapott tanácsot tetováltatott a tarkójára.

## Sikerei, díjai
Universitatea Craiova
- Román kupagyőztes: 2017–18
- Román Szuperkupa ezüstérmes: 2018

 PAÓK
- Görög Kupa ezüstérmes: 2021–2022

Egyéni
- Liga I idény legjobb játékosa: 2024–25[40]
- A hónap játékosa (Gazeta Sporturilor): 2024. március[54]
- Román első osztály Év Csapatának tagja: 2017–18, 2023–24, 2024–25[55]
- Liga I alapszakasz álomcsapata: 2018–19,[56] 2023–24
- Liga I rájátszásának álomcsapata: 2017–18[16]

## Fordítás
- Ez a szócikk részben vagy egészben  az   Alexandru Mitriță című angol Wikipédia-szócikk ezen változatának fordításán alapul.  Az eredeti cikk szerkesztőit annak laptörténete sorolja fel. Ez a jelzés csupán a megfogalmazás eredetét és a szerzői jogokat jelzi, nem szolgál a cikkben szereplő információk forrásmegjelöléseként.

### Közösségi platformok
- Alexandru Mitriță az Instagramon

### Egyéb weboldalak
- Alexandru Mitriță adatlapja a Transfermarkt oldalán (angolul)
- Alexandru Mitriță adatlapja a Soccerway oldalon (angolul)
- Alexandru Mitriță adatlapja a National-Football-Teams oldalán (angolul)
- Alexandru Mitriță adatlapja a RomanianSoccer oldalán (románul)